# Hallucinogen
Hallucinogen – sceniczny pseudonim Simona Posforda, angielskiego wykonawcy psychedelic trance.
Simon Posford jest jednym z założycieli Twisted Records, jednej z bardziej wpływowych wytwórni płytowych z muzyką psychedelic trance. W 1996 roku założył zespół Shpongle tworzący w tym nurcie, a od 2003 roku razem z Benjim Vaughanem współtworzy grupę Younger Brother.

## Dyskografia

### Albumy długogrające
- Twisted (1995, Twisted Records)
- The Lone Deranger (1997, Twisted Records)
- In Dub (2002, Twisted Records)
- In Dub – Live (2009, Twisted Records)

### Kompilacje
- Younger Brother, Shpongle & Hallucinogen – Shpongle Tour Special (2012, iTunes)[1]

### Minialbumy i single
| główny wykonawca albumu (singla)  | tytuł albumu (singla)                        | data wydania | wytwórnia płytowa   | nr katalogowy, format | lista utworów |
| --------------------------------- | -------------------------------------------- | ------------ | ------------------- | --------------------- | --- |
| Hallucinogen                      | Alpha Centauri / LSD                         | 1994         | Dragonfly Records   | BFLT 14, 12"          | A. „Alpha Centauri” 6:53 remiks: Nomads Of Dub B. „LSD” 6:48 |
| Hallucinogen                      | L-S-D                                        | 1995         | Dragonfly Records   | BFLT 29, 12"          | A. „LSD Live Mix” 9:05 B1. „LS Doof Remix” 6:19 autorzy: Simon Posford i Nick Barber; miks: Doof B2. „LSD Original Version” 6:46                                                                |
| Hallucinogen                      | Angelic Particles / Soothsayer               | 1995         | Tip Records         | TIP0049, 12"          | A. „Angelic Particles” 7:26 autorzy: Simon Posford i Nick Barber B. „Soothsayer” 7:50 W tym samym (1995) roku w Danii ta płyta ukazała się nakładem Smart Records Copenhagen (nr kat. SRCX 34). |
| Hallucinogen                      | Fluoro Neuro Sponge / Astral Pancakes        | 1995         | Dragonfly Records   | BFLT 26, 12"          | A. „Fluoro Neuro Sponge” B. „Astral Pancakes” |
| Hallucinogen                      | Deranger                                     | 1996-09-09   | Twisted Records     | TWSC 1, CD            | 1. „Deranger” 7:44 2. „Gamma Goblins” 7:02 3. „Synthesizzler” 6:03 |
| Hallucinogen                      | Deranger                                     | ?            | Twisted Records     | TWSDL58, download     | 1. „Deranger” 7:45 2. „Gamma Goblins” 7:02 3. „Synthesizzler” 6:03 |
| Hallucinogen                      | Deranger                                     | 1996         | Twisted Records     | TWST 1, 12"           | A. „Deranger” 7:44 AA. „Gamma Goblins” 7:02 |
| Hallucinogen                      | LSD                                          | 1996         | Substance (Francja) | SUB 4804.1, CD        | 1. „LSD (Radio Edit)” 3:44 2. „LSD (Live Mix)” 9:10 |
| Hallucinogen                      | Space Pussy                                  | 1996         | Dragonfly Records   | BFLD37, CD            | 1. „Space Pussy” 8:56 2. „Thugs in Tye-Dye” 7:11 3. „Trancespotter” 8:37 |
| Hallucinogen                      | Space Pussy                                  | 2015-10-09   | Twisted Records     | TWSDL57, download     | 1. „Space Pussy” 9:00 2. „Thugs in Tye-Dye” 7:12 3. „Trancespotter” 8:38 |
| Hallucinogen                      | Space Pussy                                  | 1996         | Dragonfly Records   | BFLT37, 12"           | A. „Space Pussy” 9:24 B. „Thugs in Tye-Dye” 7:42 |
| Prometheus Process / Hallucinogen | Clarity From Deep Fog / Spiritual Antiseptic | 1997         | Twisted Records     | TWST 3, 12"           | A. Prometheus Process – „Clarity from Deep Fog” 7:55 AA. Hallucinogen – „Spiritual Antiseptic” 8:47                                                                                             |
| Hallucinogen                      | Mi-loony-um!                                 | 2000         | Twisted Records     | TWSC13, CD            | 1. „Mi-loony-um!” 10:54 2. „L.S.D. (Oliver Lieb Remix)” 7:52 3. „Beautiful People” 7:58 |
| Hallucinogen                      | Mi-loony-um!                                 | 2000-05-08   | Twisted Records     | TWSDL59, download     | 1. „Mi-Loony-Um!” 10:54 2. „L.S.D. (Oliver Lieb Remix)” 7:52 3. „Beautiful People” 7:58 |
| Hallucinogen                      | Mi-loony-um!                                 | 2000         | Twisted Records     | TWST13, 12"           | A. „Mi-loony-um!” 10:54 B. „L.S.D. (Oliver Lieb Remix)” 7:58 |
| GMS                               | The Twisted Remixes                          | 2003         | Twisted Records     | TWST24, 12"           | A. Hallucinogen – „Gamma Goblins (GMS Remix)” B. Younger Brother – „The Finger (GMS Remix)” |
| Hallucinogen                      | LSD                                          | 2002         | Twisted Records     | TWST 13RX, 12"        | A. „LSD (Synthetic Remix)” 7:51 AA. „LSD (Oliver Lieb’s Instrumental Remix)” 7:52 Limitowany nakład 1000 egzemplarzy.                                                                           |
| Hallucinogen                      | LSD Remixes                                  | 2008         | Twisted Records     | TWXDL01, download     | wybór wcześniej publikowanych miksów 1. „L.S.D (Synthetic Mix)” 7:51 2. „L.S.D (Oliver Lieb Mix)” 7:52 3. „L.S.D (Live Mix)” 9:08 4. „L.S.D (LSDoof Mix)” 6:36                                  |
| Hallucinogen & Lucas / Loud       | Pipe Worm (Loud & Domestic Remix) / 303 Tool | 2013-01-21   | Tip Records         | TIPRS08, download     | 1. Hallucinogen & Lucas – „Pipe Worm (Loud & Domestic Remix)” 8:15 2. Loud – „303 Tool” 7:57 Zobacz też informacje na stronie wydawcy.                                                          |